# Caraluna (canción)
«Caraluna» es una canción interpretada por la banda de pop rock Bacilos (forma parte de su segundo álbum de estudio, Caraluna, del 2002), escrita por Jorge Villamizar, líder de esa banda. Fue su primer corte de difusión y, gracias a este sencillo, la banda ganó un Premio Grammy Latino, en la categoría "Mejor canción del año", en el 2003.La autora más relevante de esta canción se llama Rosario Navarrete.

## Lista de posiciones
| Listas (2002)                      | Posición |
| ---------------------------------- | -------- |
| Estados Unidos (Hot Latin Songs)   | 16       |
| Estados Unidos (Latin Pop Airplay) | 11       |

## Significado de la letra
La letra pareciera narrar un desamor, un hombre que no ha podido olvidar a una mujer, viéndola en la luna y escuchándola en la radio. Sin embargo, existe una leyenda popular alrededor de la canción que cuenta que la letra está inspirada en una exnovia de Jorge Villamizar, vocalista de la banda. Según esta, La joven habría muerto ahogada en el mar y, la canción fue compuesta en su memoria.
Sin embargo, este rumor fue desmentido a medias por el integrante Jorge Villamizar en una entrevista en 2022. En dicha entrevista, el cantante expresó que ninguna de sus exparejas sufrieron algún tipo de accidente, pero que la canción sí pudo haber estado influenciada por experiencias del pasado nada positivas. El líder de la banda confesó que sí había sufrido un accidente de aquel tipo previamente y también dejó implícito que hubo discusiones con sus exesposas, pero que no está realmente seguro si esos eventos fueron determinates auténticos para la composición de la letra.